# Архиепархия Попаяна

Герб архиепархии Попаяна

Архиепархия Попаяна (лат. Archidioecesis Popayanensis) — архиепархия Римско-Католической церкви с центром в городе Попаян. Архиепархия Кали распространяет свою юрисдикцию на часть территории департамента Каука. В митрополию Попаяна входят епархииИпьялеса, Мокоа-Сибундоя, Пасто, Тумако. Кафедральным собором архиепархии Попаяна является церковь Успения Пресвятой Девы Марии.

## История
22 августа 1546 года Римский папа Павел III издал буллу «Super specula militantis Ecclesiae», которой учредил епархию Попаяна, выделив её из епархии Панамы (сегодня — Архиепархия Панамы). В этот же день епархия Попаяна вошла в митрополию Лимы. 22 марта 1564 года вошла в митрополию Боготы.
28 марта 1803 года и 31 августа 1804 года епархия Попаяна передала часть своей территории для образования новых епархий Маянаса (сегодня — Епархия Чачапояса) и Антиокии (сегодня — Архиепархия Санта-Фе-де-Антиокии).
22 сентября 1835 года Римский папа Григорий XVI издал буллу «Solicitudo omnium», которой передал несколько приходов епархии Попаяна в епархию Кито (сегодня — Архиепархия Кито).
10 апреля 1859 года и 30 августа 1894 года епархия Попаяна передала часть своей территории для образования новых епархий Пасто и Толимы (упразднена в 1900 году).
20 июня 1900 года епархия Попаяна была возведена в ранг архиепархии.
7 июня 1910 года, 13 мая 1921 года и 17 декабря 1952 года архиепархия Попаяна передала часть своей территории для возведения новых епархии Кали (сегодня — Архиепархия Кали), апостольской префектуре Тьеррадентро (сегодня — Апостольский викариат Тьеррадентро) и епархии Пальмиры.

## Ординарии архиепархии
- епископ Juan Valle (27.08.1546 — 1563);
- епископ Agustín Coruña Velasco O.S.A.[1] (1.03.1564 — 1590);
- епископ Domingo de Ulloa O.P. (9.12.1591 — 3.04.1598) — назначен епископом Мичоакана;
- епископ Juan de la Roca (19.07.1599 — 7.09.1605);
- епископ Juan Pedro González de Mendoza O.S.A. (17.11.1608 — 14.02.1618);
- епископ Ambrosio Vallejo Mejía O.Carm. (2.12.1619 — 10.02.1631) — назначен епископом Трухильо;
- епископ Feliciano de la Vega Padilla (10.02.1631 — 5.09.1633) — назначен епископом Ла-Паса;
- епископ Diego Montoya Mendoza (5.09.1633 — 5.10.1637); — назначен епископом Трухильо;
- епископ Francisco de la Serna O.S.A. (14.06.1638 — 21.08.1645) — назначен епископом Ла-Паса;
- епископ Gregorio de Montalvo (17.02.1651 — 1653);
- епископ Vasco Jacinto de Contreras y Valverde (25.02.1658 — 7.06.1666) — назначен епископом Хуамаги;
  - епископ Francisco de la Trinidad Arrieta (1664);
- епископ Melchor Liñán y Cisneros (16.01.1668 — 8.02.1672) — назначен архиепископом Ла-Плата-о-Чаркас;
- епископ Cristóbal Bernardo de Quirós (16.05.1672 — 1684);
- епископ Pedro Díaz de Cienfuegos (12.08.1686 — 20.02.1696) — назначен епископом Трухильо;
- епископ Mateo Panduro y Villafañe O.C.D. (18.06.1696 — 1.10.1714) — назначен епископом Ла-Паса;
- епископ Juan Gómez de Nava y Frías (19.11.1714 — 19.11.1725) — назначен епископом Кито;
- епископ Juan Francisco Gómez Calleja (19.11.1725 — 9.09.1728);
- епископ Manuel Antonio Gómez de Silva (20.09.1728 — 29.09.1731);
- епископ Diego Fermín de Vergara (19.12.1732 — 19.12.1740) — назначен архиепископом Санта-Фе в Новой Гранаде;
- епископ Francisco José de Figueredo y Victoria (30.01.1741 — 24.01.1752) — назначен архиепископом Гватемалы;
- епископ Diego del Corro (24.01.1752 — 13.01.1758) — назначен архиепископом Лимы;
- епископ Jerónimo Antonio Obregón y Mena (13.03.1758 — 14.07.1785);
- епископ Ángel Velarde y Bustamante (15.09.1788 — 6.07.1809);
- епископ Salvador Jiménez y Padilla (8.03.1816 — 13.02.1841);
- епископ Fernando Cuero y Caicedo O.F.M.Obs. (23.05.1842 — 7.08.1851);
- епископ Pedro Antonio Torres (20.12.1853 — 18.12.1866);
- епископ Carlos Bermúdez (13.03.1868 — 6.12.1887);
- епископ Juan Buenaventura Ortiz (1.06.1888 — 15.08.1894);
- архиепископ Manuel José Cayzedo y Martínez Cuero (2.12.1895 — 14.12.1905) — назначен архиепископом Медельина;
- архиепископ Emanuele Antonio Arboleda C.M. (24.11.1906 — 1923);
- архиепископ Maximiliano Crespo Rivera (15.11.1923 — 7.11.1940);
- архиепископ Juan Manoel González Arbeláez (20.06.1942 — 1.02.1944);
- архиепископ Diego María Gómez Tamayo (25.04.1944 — 12.09.1964);
- архиепископ Miguel Ángel Arce Vivas (7.04.1965 — 11.10.1976);
- архиепископ Samuel Silverio Buitrago Trujillo C.M. (11.10.1976 — 11.04.1990);
- архиепископ Alberto Giraldo Jaramillo P.S.S. (18.12.1990 — 13.02.1997) — назначен архиепископом Медельина;
- архиепископ Iván Antonio Marín López (19.04.1997 — 19.05.2018);
- архиепископ Луис Хосе Руэда Апарисио (19.05.2018 — 25.04.2020) — назначен архиепископом Боготы;
- архиепископ Omar Alberto Sánchez Cubillos, O.P. (12.10.2020 — по настоящее время).

## Источник
- Annuario Pontificio, Libreria Editrice Vaticana, Città del Vaticano, 2003, ISBN 88-209-7422-3
- Булла Sollicitudo omnium ecclesiarum, Raffaele de Martinis, Iuris pontificii de propaganda fide. Pars prima, Tomo V, Romae 1893, стр. 136  (лат.)
- L. Suárez Fernández, * Historia general de España y América, 1981, стр. 310
- Historia general de la Iglesia en América Latina, vol. VII, 1981, стр. 198
- Konrad Eubel, Hierarchia Catholica Medii Aevi, vol. 3 Архивная копия от 21 марта 2019 на Wayback Machine, стр. 278; vol. 4, стр. 285; vol. 5, стр. 320; vol. 6, стр. 344; vol. 7, стр. 312; vol. 8, стр. 462—463  (лат.)